# Vitamin
Vitamin (japonês: ビタミン, Hepburn: Bitamin) é um mangá shōjo escrito por Keiko Suenobu e publicado na revista Bessatu Friend.
Possui apenas um volume.

## Sinopse
Yarimitsu Sawako é uma colegial comum, um dia é obrigada e flagrada tendo relações sexuais com seu namorado. Deste então, ela ganha fama de "garota fácil", sofrendo um forte bullying de seus colegas. Aos pouco vai abandonando a escola. Depois de muito sofrimento acaba parando de ir a escola. Um dia em casa, descobre livros, canetas, lápis e relembra seu sonho de ser mangaká.